# Sport Billy
Sport Billy è una serie televisiva animata prodotta nel 1979 dallo studio di animazione statunitense Filmation. La serie è stata trasmessa negli Stati Uniti dal network NBC a partire dal 1980 e in Italia da Canale 5 dal 1981. La serie ha ispirato anche fumetti, giocattoli e videogiochi.

## Trama
Un giovane ragazzo di nome Sport Billy giunge sulla Terra dal pianeta Olimpo (un gemello della Terra sul lato opposto del Sole), un mondo popolato da esseri atletici simili a dei. Lo stesso Billy ha una borsa da ginnastica magica che cambia dimensione, l'Omni-Sack, che contiene vari strumenti. Billy si reca sulla Terra in missione per promuovere il lavoro di squadra e la sportività e per farlo combatte anche la malvagia regina Vanda e il suo scagnozzo simile a uno gnomo, Sipe, i quali vorrebbero distruggere tutti gli sport della galassia poiché l'equità la disgusta.
Billy è accompagnato da due fedeli compagni, una ragazza di nome Lilly e un cane parlante di nome Willy. Il trio viaggia in un'astronave che è anche in grado di viaggiare nel tempo. In ogni episodio il trio viaggia nel tempo per salvare un diverso sport terrestre dai piani della regina Vanda.

## Elenco episodi

### Stagione 1
1. Just in Time
2. Trouble in Tokyo
3. Mexican Holiday
4. Return to Olympus
5. Chinese Puzzle
6. Teamwork
7. Bad Weather Blues
8. A Voice in the Wilderness
9. Wheel of Fortune
10. Hyde and Seek
11. Power of the Omnisac
12. A Race in Space
13. Trial by Fire
14. The Great Texas Hole in One
15. Arabian Knights and Days
16. Mixed Doubles

### Stagione 2
1. Viking for a Day
2. Monster from the Loch
3. Mystery of the Russian Cave
4. Rah! Rah! Billy!
5. Peril in Peru
6. Athenian Adventure
7. Pure Luck
8. Taj Mahal Mystery
9. Australian Adventure
10. A Tale of Two Billys

## Franchising
- Sport Billy - video game portatile
- Sport Billy - album musicale del 1982
- Sport Billy - serie a fumetti
- Versione di Subbuteo[3]